# Gran Premio motociclistico di San Marino e della Riviera di Rimini 2014
Il Gran Premio motociclistico di San Marino e della Riviera di Rimini 2014 è stato la tredicesima prova del motomondiale del 2014.
Nelle tre classi i vincitori sono stati: Valentino Rossi in MotoGP, Esteve Rabat in Moto2 e Álex Rins in Moto3.

## MotoGP
Ad un anno e tre mesi di distanza dalla sua ultima vittoria (ottenuta al GP d'Olanda del 2013), alla sua trecentosettesima presenza iridata, Valentino Rossi torna al successo in occasione di questo GP, realizzando la sua personale centosettesima vittoria in carriera nel motomondiale (prima in questa stagione). Secondo posto per il compagno di squadra di Rossi, Jorge Lorenzo, con il team Movistar Yamaha che realizza una doppietta, con Dani Pedrosa del team Repsol Honda terzo sul traguardo.
Per quel concerne il campionato piloti, il primo in classifica, Marc Márquez, cade quando era in contesa per il primo posto con Rossi, rialzatosi rimonta fino al quindicesimo posto (racimolando un punto). La classifica mondiale vede, al termine di questa gara, Márquez confermarsi in testa con 289 punti, seguito da Pedrosa con 215 punti e Rossi terzo con 214.

### Arrivati al traguardo
| Pos. | Nº | Pilota           | Squadra                   | Motocicletta       | Giri | Tempo           | Griglia | Punti |
| ---- | -- | ---------------- | ------------------------- | ------------------ | ---- | --------------- | ------- | ----- |
| 1º   | 46 | Valentino Rossi  | Movistar Yamaha           | Yamaha YZR-M1      | 28   | 44min 14s 586ms | 3º      | 25    |
| 2º   | 99 | Jorge Lorenzo    | Movistar Yamaha           | Yamaha YZR-M1      | 28   | +1.578          | 1º      | 20    |
| 3º   | 26 | Dani Pedrosa     | Repsol Honda              | Honda RC213V       | 28   | +4.276          | 5º      | 16    |
| 4º   | 4  | Andrea Dovizioso | Ducati Team               | Ducati Desmosedici | 28   | +5.510          | 6º      | 13    |
| 5º   | 29 | Andrea Iannone   | Pramac Racing             | Ducati Desmosedici | 28   | +11.771         | 2º      | 11    |
| 6º   | 44 | Pol Espargaró    | Monster Yamaha Tech 3     | Yamaha YZR-M1      | 28   | +18.999         | 7º      | 10    |
| 7º   | 38 | Bradley Smith    | Monster Yamaha Tech 3     | Yamaha YZR-M1      | 28   | +23.100         | 9º      | 9     |
| 8º   | 19 | Álvaro Bautista  | Go&Fun Honda Gresini      | Honda RC213V       | 28   | +36.458         | 12º     | 8     |
| 9º   | 35 | Cal Crutchlow    | Ducati Team               | Ducati Desmosedici | 28   | +38.480         | 13º     | 7     |
| 10º  | 68 | Yonny Hernández  | Energy T.I. Pramac Racing | Ducati Desmosedici | 28   | +45.878         | 11º     | 6     |
| 11º  | 17 | Karel Abraham    | Cardion AB Motoracing     | Honda RCV1000R     | 28   | +54.765         | 17º     | 5     |
| 12º  | 7  | Hiroshi Aoyama   | Drive M7 Aspar            | Honda RCV1000R     | 28   | +56.775         | 15º     | 4     |
| 13º  | 45 | Scott Redding    | Go&Fun Honda Gresini      | Honda RCV1000R     | 28   | +1'02.734       | 14º     | 3     |
| 14º  | 15 | Alex De Angelis  | NGM Forward Racing        | Forward Yamaha     | 28   | +1'13.546       | 19º     | 2     |
| 15º  | 93 | Marc Márquez     | Repsol Honda              | Honda RC213V       | 28   | +1'15.948       | 4º      | 1     |
| 16º  | 2  | Leon Camier      | Drive M7 Aspar            | Honda RCV1000R     | 28   | +1'20.760       | 16º     |       |
| 17º  | 70 | Michael Laverty  | Paul Bird Motorsport      | PBM                | 28   | +1'26.422       | 18º     |       |
| 18º  | 23 | Broc Parkes      | Paul Bird Motorsport      | PBM                | 27   | +1 giro         | 20º     |       |
| 19º  | 8  | Héctor Barberá   | Avintia Racing            | Avintia GP14       | 27   | +1 giro         | 21º     |       |

### Ritirati
| Nº | Pilota          | Squadra            | Motocicletta   | Giri | Griglia |
| -- | --------------- | ------------------ | -------------- | ---- | ------- |
| 41 | Aleix Espargaró | NGM Forward Racing | Forward Yamaha | 27   | 8º      |
| 6  | Stefan Bradl    | LCR Honda          | Honda RC213V   | 6    | 10º     |
| 9  | Danilo Petrucci | Octo IodaRacing    | ART            | 1    | 23º     |
| 63 | Mike Di Meglio  | Avintia Racing     | Avintia GP14   | 0    | 22º     |

## Moto2
Decima vittoria in carriera nel motomondiale, settima stagionale e terza consecutiva per il pilota spagnolo Esteve Rabat, con il finlandese Mika Kallio al secondo posto. Grazie a questi risultati il team Marc VDS Racing posiziona entrambi i suoi piloti su i due gradini più alti del podio, realizzando la terza doppietta di fila, con Johann Zarco terzo sul traguardo con la Caterham Suter.
La situazione nel campionato piloti vede il capoclassifica Rabat portarsi a 258 punti, con Kallio secondo staccato di 22 punti (236 punti totali), mentre più distanziato dal vertice Maverick Viñales, terzo con 179 punti.
Variazioni nella lista dei partecipanti riguardano: Florian Marino che viene ingaggiato dal team NGM Forward Racing per sostituire l'infortunato Simone Corsi, Ratthapark Wilairot che viene designato dal team AirAsia Caterham quale sostituto di Josh Herrin per tutte le restanti gare della stagione, e Federico Caricasulo che ha sostituito l'infortunato Tetsuta Nagashima in seno al team Teluru Team JiR Webike.

### Arrivati al traguardo
| Pos. | Nº | Pilota              | Squadra                    | Motocicletta       | Giri | Tempo           | Griglia | Punti |
| ---- | -- | ------------------- | -------------------------- | ------------------ | ---- | --------------- | ------- | ----- |
| 1º   | 53 | Esteve Rabat        | Marc VDS Racing            | Kalex Moto2        | 26   | 42min 48s 724ms | 2º      | 25    |
| 2º   | 36 | Mika Kallio         | Marc VDS Racing            | Kalex Moto2        | 26   | +2.271          | 1º      | 20    |
| 3º   | 5  | Johann Zarco        | AirAsia Caterham           | Caterham Suter     | 26   | +4.268          | 6º      | 16    |
| 4º   | 40 | Maverick Viñales    | Paginas Amarillas HP 40    | Kalex Moto2        | 26   | +7.448          | 4º      | 13    |
| 5º   | 12 | Thomas Lüthi        | Interwetten Paddock        | Suter MMX2         | 26   | +9.679          | 3º      | 11    |
| 6º   | 77 | Dominique Aegerter  | Technomag carXpert         | Suter MMX2         | 26   | +11.587         | 5º      | 10    |
| 7º   | 21 | Franco Morbidelli   | Italtrans Racing           | Kalex Moto2        | 26   | +21.899         | 18º     | 9     |
| 8º   | 60 | Julián Simón        | Italtrans Racing           | Kalex Moto2        | 26   | +22.403         | 13º     | 8     |
| 9º   | 49 | Axel Pons           | AGR Team                   | Kalex Moto2        | 26   | +22.744         | 10º     | 7     |
| 10º  | 30 | Takaaki Nakagami    | Idemitsu Honda Team Asia   | Kalex Moto2        | 26   | +24.044         | 8º      | 6     |
| 11º  | 23 | Marcel Schrötter    | Tech 3                     | Tech 3 Mistral 610 | 26   | +25.711         | 11º     | 5     |
| 12º  | 11 | Sandro Cortese      | Dynavolt Intact GP         | Kalex Moto2        | 26   | +29.473         | 14º     | 4     |
| 13º  | 54 | Mattia Pasini       | NGM Forward Racing         | Kalex Moto2        | 26   | +31.929         | 22º     | 3     |
| 14º  | 4  | Randy Krummenacher  | Octo IodaRacing            | Suter MMX2         | 26   | +35.067         | 9º      | 2     |
| 15º  | 39 | Luis Salom          | Paginas Amarillas HP 40    | Kalex Moto2        | 26   | +35.294         | 15º     | 1     |
| 16º  | 19 | Xavier Siméon       | Federal Oil Gresini        | Suter MMX2         | 26   | +37.413         | 17º     |       |
| 17º  | 95 | Anthony West        | QMMF Racing                | Speed Up SF14      | 26   | +37.828         | 23º     |       |
| 18º  | 22 | Sam Lowes           | Speed Up                   | Speed Up SF14      | 26   | +38.303         | 24º     |       |
| 19º  | 94 | Jonas Folger        | AGR Team                   | Kalex Moto2        | 26   | +42.800         | 12º     |       |
| 20º  | 55 | Hafizh Syahrin      | Petronas Raceline Malaysia | Kalex Moto2        | 26   | +42.936         | 25º     |       |
| 21º  | 81 | Jordi Torres        | Mapfre Aspar               | Suter MMX2         | 26   | +43.993         | 20º     |       |
| 22º  | 8  | Gino Rea            | AGT Rea Racing             | Suter MMX2         | 26   | +44.376         | 28º     |       |
| 23º  | 14 | Ratthapark Wilairot | AirAsia Caterham           | Caterham Suter     | 26   | +50.539         | 29º     |       |
| 24º  | 20 | Florian Marino      | NGM Forward Racing         | Kalex Moto2        | 26   | +48.297         | 26º     |       |
| 25º  | 7  | Lorenzo Baldassarri | Gresini Moto2              | Suter MMX2         | 26   | +49.033         | 19º     |       |
| 26º  | 96 | Louis Rossi         | SAG Team                   | Kalex Moto2        | 26   | +52.803         | 21º     |       |
| 27º  | 97 | Román Ramos         | QMMF Racing                | Speed Up SF14      | 26   | +1'02.315       | 31º     |       |
| 28º  | 64 | Federico Caricasulo | Teluru Team JiR Webike     | TSR                | 26   | +1'02.417       | 34º     |       |
| 29º  | 70 | Robin Mulhauser     | Technomag carXpert         | Suter MMX2         | 26   | +1'03.043       | 35º     |       |
| 30º  | 10 | Thitipong Warokorn  | APH PTT The Pizza SAG      | Kalex Moto2        | 26   | +1'06.321       | 30º     |       |
| 31º  | 32 | Federico Fuligni    | Ciatti                     | Suter MMX2         | 26   | +1'05.806       | 33º     |       |
| 32º  | 25 | Azlan Shah          | Idemitsu Honda Team Asia   | Kalex Moto2        | 25   | +1 giro         | 27º     |       |

### Ritirati
| Nº | Pilota         | Squadra             | Motocicletta       | Giri | Griglia |
| -- | -------------- | ------------------- | ------------------ | ---- | ------- |
| 88 | Ricard Cardús  | Tech 3              | Tech 3 Mistral 610 | 13   | 7º      |
| 84 | Riccardo Russo | Tasca Racing        | Suter MMX2         | 12   | 32º     |
| 18 | Nicolás Terol  | Mapfre Aspar        | Suter MMX2         | 10   | 16º     |
| 59 | Miroslav Popov | Montaze Broz Racing | Suter MMX2         | 3    | 36º     |

## Moto3
Come già successo in occasione dell'ultima gara (il Gran Premio di Gran Bretagna), anche in questo GP sono i due piloti del team Estrella Galicia 0,0 a posizionarsi nelle prime due posizioni. Anche in questa caso è Álex Rins a sopravanzare il connazionale e compagno di squadra, Álex Márquez. Per lo spagnolo Rins si tratta della sua personale ottava vittoria in carriera nel motomondiale, seconda in questa stagione agonistica. Da rimarcare come questa di Rins sia la quarta vittoria consecutiva di un pilota dotato di motocicletta Honda NSF250R, con la KTM RC 250 GP di Jack Miller terzo sul traguardo di questa gara.
Al termine di questa gara, Miller mantiene la prima posizione nella classifica mondiale con 195 punti, secondo staccato di nove punti si trova Márquez con 186 punti e Rins terzo con 175 punti (meno venti punti dal capo classifica).
Da segnalare come Andrea Migno, giunto in questo GP alla sua quarta presenza nel motomondiale (seconda in questa stagione), ottiene l'ottavo posto, realizzando in questo modo i primi punti iridati della sua carriera. Sempre in questo Gran Premio ha fatto il suo esordio nel motomondiale Remy Gardner, figlio di Wayne Gardner, il pilota australiano ha sostituito l'infortunato Luca Grünwald nel team Kiefer Racing.

### Arrivati al traguardo
| Pos. | Nº | Pilota              | Squadra                | Motocicletta        | Giri | Tempo           | Griglia | Punti |
| ---- | -- | ------------------- | ---------------------- | ------------------- | ---- | --------------- | ------- | ----- |
| 1º   | 42 | Álex Rins           | Estrella Galicia 0,0   | Honda NSF250R       | 23   | 39min 50s 694ms | 3º      | 25    |
| 2º   | 12 | Álex Márquez        | Estrella Galicia 0,0   | Honda NSF250R       | 23   | +0.042          | 4º      | 20    |
| 3º   | 8  | Jack Miller         | Red Bull KTM Ajo       | KTM RC 250 GP       | 23   | +3.403          | 1º      | 16    |
| 4º   | 32 | Isaac Viñales       | Calvo Team             | KTM RC 250 GP       | 23   | +4.459          | 8º      | 13    |
| 5º   | 33 | Enea Bastianini     | Junior Team Go&Fun     | KTM RC 250 GP       | 23   | +4.485          | 17º     | 11    |
| 6º   | 41 | Brad Binder         | Ambrogio Racing        | Mahindra MGP3O      | 23   | +4.671          | 10º     | 10    |
| 7º   | 10 | Alexis Masbou       | Ongetta-Rivacold       | Honda NSF250R       | 23   | +9.406          | 24º     | 9     |
| 8º   | 16 | Andrea Migno        | Mahindra Racing        | Mahindra MGP3O      | 23   | +9.543          | 22º     | 8     |
| 9º   | 58 | Juanfran Guevara    | Mapfre Aspar           | Kalex KTM           | 23   | +9.706          | 12º     | 7     |
| 10º  | 7  | Efrén Vázquez       | SaxoPrint-RTG          | Honda NSF250R       | 23   | +10.043         | 9º      | 6     |
| 11º  | 5  | Romano Fenati       | SKY Racing Team VR46   | KTM RC 250 GP       | 23   | +10.108         | 11º     | 5     |
| 12º  | 52 | Danny Kent          | Red Bull Husqvarna Ajo | Husqvarna FR 250 GP | 23   | +12.552         | 6º      | 4     |
| 13º  | 17 | John McPhee         | SaxoPrint-RTG          | Honda NSF250R       | 23   | +14.414         | 15º     | 3     |
| 14º  | 63 | Zulfahmi Khairuddin | Ongetta-AirAsia        | Honda NSF250R       | 23   | +15.485         | 18º     | 2     |
| 15º  | 99 | Jorge Navarro       | Marc VDS Racing        | Kalex KTM           | 23   | +16.175         | 13º     | 1     |
| 16º  | 23 | Niccolò Antonelli   | Junior Team Go&Fun     | KTM RC 250 GP       | 23   | +20.954         | 7º      |       |
| 17º  | 84 | Jakub Kornfeil      | Calvo Team             | KTM RC 250 GP       | 23   | +22.129         | 16º     |       |
| 18º  | 19 | Alessandro Tonucci  | CIP                    | Mahindra MGP3O      | 23   | +22.157         | 21º     |       |
| 19º  | 65 | Philipp Öttl        | Interwetten Paddock    | Kalex KTM           | 23   | +37.372         | 29º     |       |
| 20º  | 51 | Bryan Schouten      | CIP                    | Mahindra MGP3O      | 23   | +42.795         | 30º     |       |
| 21º  | 57 | Eric Granado        | Calvo Team             | KTM RC 250 GP       | 23   | +43.323         | 23º     |       |
| 22º  | 44 | Miguel Oliveira     | Mahindra Racing        | Mahindra MGP3O      | 23   | +43.961         | 5º      |       |
| 23º  | 38 | Hafiq Azmi          | SIC-AJO                | KTM RC 250 GP       | 23   | +55.212         | 32º     |       |
| 24ª  | 22 | Ana Carrasco        | RW Racing GP           | Kalex KTM           | 23   | +55.269         | 34ª     |       |
| 25º  | 77 | Lorenzo Petrarca    | Team Ciatti            | KTM RC 250 GP       | 23   | +55.431         | 31º     |       |
| 26º  | 95 | Jules Danilo        | Ambrogio Racing        | Mahindra MGP3O      | 23   | +55.994         | 27º     |       |
| 27º  | 2  | Remy Gardner        | Kiefer Racing          | Kalex KTM           | 23   | +58.112         | 33º     |       |
| 28º  | 4  | Gabriel Ramos       | Kiefer Racing          | Kalex KTM           | 23   | +1'06.814       | 35º     |       |

### Ritirati
| Nº | Pilota            | Squadra                   | Motocicletta        | Giri | Griglia |
| -- | ----------------- | ------------------------- | ------------------- | ---- | ------- |
| 9  | Scott Deroue      | RW Racing GP              | Kalex KTM           | 19   | 28º     |
| 55 | Andrea Locatelli  | San Carlo Team Italia     | Mahindra MGP3O      | 18   | 26º     |
| 31 | Niklas Ajo        | Avant Tecno Husqvarna Ajo | Husqvarna FR 250 GP | 11   | 2º      |
| 91 | Gabriel Rodrigo   | RBA Racing                | KTM RC 250 GP       | 11   | 20º     |
| 98 | Karel Hanika      | Red Bull KTM Ajo          | KTM RC 250 GP       | 8    | 19º     |
| 21 | Francesco Bagnaia | SKY Racing Team VR46      | KTM RC 250 GP       | 7    | 14º     |
| 3  | Matteo Ferrari    | San Carlo Team Italia     | Mahindra MGP3O      | 3    | 25º     |